# Olympiakos Syndesmos Filathlōn Peiraiōs 2017-2018 (pallacanestro maschile)
Questa voce raccoglie le informazioni riguardanti l'Olympiakos B.C. nelle competizioni ufficiali della stagione 2017-2018.

## Stagione
La stagione 2017-2018 dell'Olympiakos è la 64ª nel massimo campionato greco di pallacanestro, l'A1 Ethniki.

## Roster
Aggiornato al 18 luglio 2021.
| Olympiakos 2017-18 | Olympiakos 2017-18 |
| Giocatori          | Staff tecnico      |
| ------------------ | ------------------ |

| N. | Naz.                                       | Ruolo | Nome                  | Anno | Alt.   | Peso   |  |
| -- | ------------------------------------------ | ----- | --------------------- | ---- | ------ | ------ |  |
| 1  | Stati Uniti (bandiera)                     | AC    | Jamel McLean          | 1988 | 202 cm | 110 kg |  |
| 3  | Stati Uniti (bandiera)                     | P     | Bobby Brown           | 1984 | 188 cm | 79 kg  |  |
| 4  | Grecia (bandiera)                          | PG    | Vasilīs Toliopoulos   | 1996 | 188 cm | 86 kg  |  |
| 6  | Grecia (bandiera)                          | A     | Iōannīs Papapetrou    | 1994 | 203 cm | 105 kg |  |
| 7  | Grecia (bandiera)                          | PG    | Vasilīs Spanoulīs (C) | 1982 | 193 cm | 89 kg  |  |
| 10 | Grecia (bandiera)                          | AC    | Dīmītrīs Agravanīs    | 1994 | 208 cm | 116 kg |  |
| 11 | Serbia (bandiera)                          | C     | Nikola Milutinov      | 1994 | 213 cm | 116 kg |  |
| 13 | Lettonia (bandiera)                        | PG    | Jānis Strēlnieks      | 1989 | 191 cm | 84 kg  |  |
| 14 | Francia (bandiera)                         | AG    | Kim Tillie            | 1988 | 210 cm | 105 kg |  |
| 15 | Grecia (bandiera)                          | AG    | Giōrgos Printezīs     | 1985 | 205 cm | 105 kg |  |
| 16 | Grecia (bandiera)                          | AP    | Kōstas Papanikolaou   | 1990 | 204 cm | 107 kg |  |
| 17 | Grecia (bandiera)                          | G     | Vaggelīs Mantzarīs    | 1990 | 194 cm | 86 kg  |  |
| 18 | Grecia (bandiera)                          | AG    | Andreas Tsoumanīs     | 2001 | 202 cm | 98 kg  |  |
| 19 | Grecia (bandiera)                          | PG    | Nikos Arsenopoulos    | 2000 | 196 cm | 90 kg  |  |
| 22 | Stati Uniti (bandiera)                     | P     | Brian Roberts         | 1985 | 188 cm | 79 kg  |  |
| 31 | Grecia (bandiera)                          | C     | Giōrgos Mpogrīs       | 1989 | 210 cm | 109 kg |  |
| 33 | Stati Uniti (bandiera) · Canada (bandiera) | AG    | Kyle Wiltjer          | 1992 | 208 cm | 110 kg |  |
| 34 | Stati Uniti (bandiera)                     | AP    | Hollis Thompson       | 1991 | 203 cm | 93 kg  |  |

| Allenatore |
| - Giannīs Sfairopoulos |
| Assistente/i |
| - Vasilīs Geragotellis - Vangelīs Koutsoukeras - Chrīstos Marmarinos - / Milan Tomić Legenda - (C) Capitano - (IN) Inattivo - Infortunato Roster |

## Mercato

### Sessione estiva
| Acquisti | Acquisti                 | Acquisti          | Acquisti   | Acquisti |
| R.       | Nome                     | da                | Modalità   |          |
| -------- | ------------------------ | ----------------- | ---------- | -------- |
| PG       | Jānis Strēlnieks         | Bamberger         | definitivo |          |
| AG       | Kim Tillie               | Saski Baskonia    | definitivo |          |
| AC       | Jamel McLean             | Olimpia Milano    | definitivo |          |
| AP       | Hollis Thompson          | Austin Spurs      | definitivo |          |
| C        | Giōrgos Mpogrīs          | Canarias Tenerife | definitivo |          |
| P        | Brian Roberts (cestista) | Charlotte Hornets | definitivo |          |
| AG       | Kyle Wiltjer             | Houston Rockets   | definitivo |          |

| Cessioni | Cessioni          | Cessioni           | Cessioni       | Cessioni |
| R.       | Nome              | a                  | Modalità       |          |
| -------- | ----------------- | ------------------ | -------------- | -------- |
| C        | Patric Young      | Olimpia Milano     | fine contratto |          |
| P        | Erick Green       | Valencia           | rescissione    |          |
| G        | Daniel Hackett    | Bamberger          | fine contratto |          |
| P        | Dominic Waters    | Karşıyaka          | fine contratto |          |
| AG       | Khem Birch        | Orlando Magic      | rescissione    |          |
| AP       | Matt Lojeski      | Panathīnaïkos      | fine contratto |          |
| AC       | Parīs Maragkos    | G.S. Larissa-Faros | rescissione    |          |
| PG       | Iōannīs Athīnaiou | Aris Salonicco     | fine contratto |          |

### Dopo l'inizio della stagione
| Acquisti | Acquisti    | Acquisti        | Acquisti         | Acquisti   |
| R.       | Nome        | da              | Data             | Modalità   |
| -------- | ----------- | --------------- | ---------------- | ---------- |
| P        | Bobby Brown | Houston Rockets | 22 febbraio 2018 | definitivo |

| Cessioni | Cessioni        | Cessioni   | Cessioni      | Cessioni    |
| R.       | Nome            | a          | Data          | Modalità    |
| -------- | --------------- | ---------- | ------------- | ----------- |
| AP       | Hollis Thompson | Free agent | 5 maggio 2018 | rescissione |